# 幕張ベイタウン
幕張ベイタウン（まくはりベイタウン、英称：Makuhari Bay Town）は、千葉県千葉市美浜区打瀬の集合住宅群。西欧風のデザインに統一され、電線類地中化や廃棄物空気輸送システムを採用している。個々の建築物や地区においてグッドデザイン賞、BCS賞、日本建築学会賞等を受賞し、日本建築家協会優秀建築選等にも選定されている。

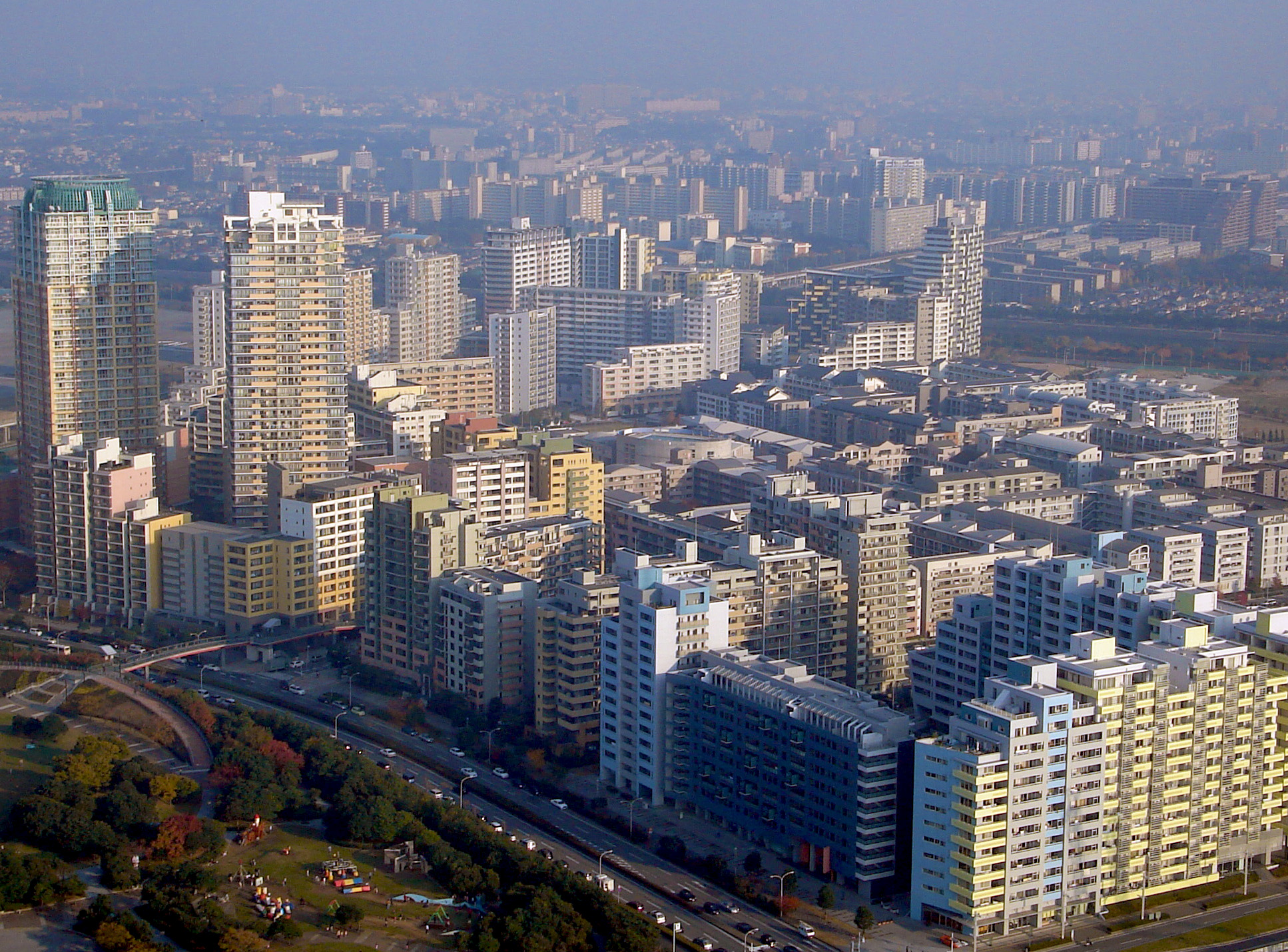
幕張ベイタウンのマンション群

## 概要

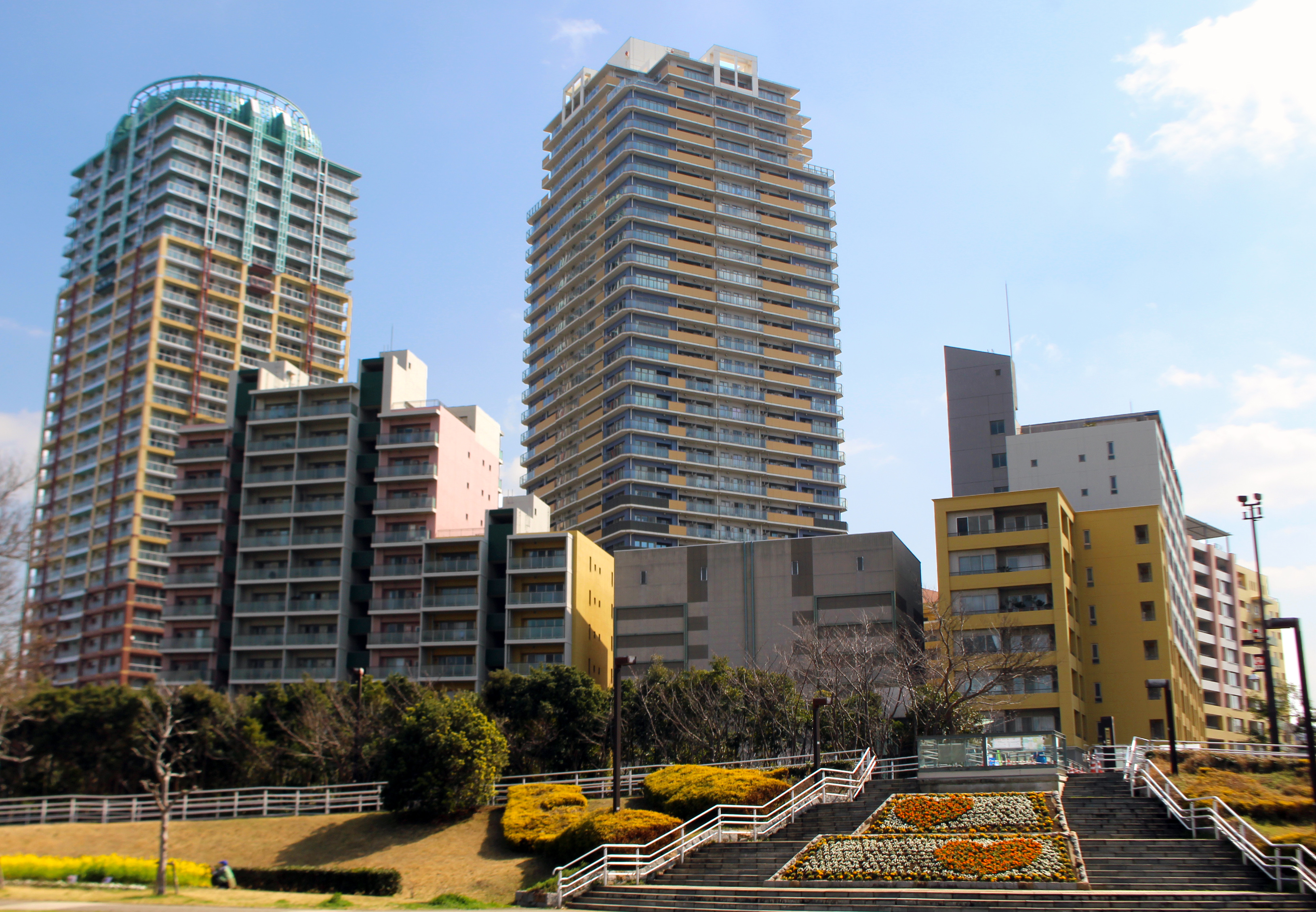
幕張海浜公園より超高層マンション（ツインタワー）を望む

海浜ニュータウンの幕張A地区として計画された地域の一部で、幕張新都心の中心部（業務研究地区）から東側に位置する。JR東日本海浜幕張駅南口から東へ進み幕張海浜公園を超えた先一帯に広がる。
入居開始は1995年より行われており、今までに9400戸が供給され、約25400人が住む街となっている（2015年11月末現在）。
街開き当初から住民に街づくりへ関心が高く、幕張ベイタウン・コアなど住民参加・公開原則で意欲的な取り組みがなされてきた。充実したコミュニティは街の賑わいを生みだす大きな役割を担っており、住民の自発的な発案によるベイタウンまつりをはじめ、数々のイベントが開催されている。
魅力的なアーバンデザインと新しい時代の社会的ニーズやライフスタイルに対応した快適な居住環境の実現を目指した本格的な都心型住宅の準備を進め、住棟を街路沿いに配列した沿道型建築とし、低層部に商業・業務系施設を配置することで街の賑わいを創出している。また、官民パートナーシップ（PPP）のもとに住宅事業者と連携して街づくりを推進している。公園などには千葉市シェアサイクル（HELLO CYCLING、OpenStreet）のステーションも配置されている。
幕張ベイタウンエリアからJR京葉線を挟んだ向かい側には幕張ベイパーク（若葉住宅地区）の開発が進む。

## ベイタウンモール

南仏風デザインのパティオス18番街（低層部は商業施設）

ベイタウンモール（英称：Bay Town Moll）は、幕張ベイタウン内の商店街。
美浜プロムナード（メインストリート）を中心として主に集合住宅であるパティオス、グランパティオス、マリンフォート、ミラマールの低層部に商業・業務系施設を配置しており、商店街機能を果たしている。スーパーマーケット、コンビニエンスストア、レストラン、カフェ、診療所、薬局、郵便局、銀行、学習塾、美容所、クリーニング所などの店舗が並ぶ。
お散歩気分でショッピングが出来る街として商店街振興組合法により幕張ベイタウン商店街振興組合が構成されており、ベイタウン夏祭り（8月の最終土曜日）、クリスマスイルミネーション（年末）、ベイタウン朝市（ほぼ隔月で開催）を主催するほか、ベイタウンブランドを開発・販売している。

## 打瀬公園
打瀬公園（うたせこうえん）は、幕張ベイタウンの各街区に位置する公園。打瀬一丁目から三丁目公園、打瀬第一から第七公園にて構成されており、千葉市美浜公園緑地事務所が管理している。
広々とした打瀬一丁目公園や、ポケットパークのような打瀬第二公園（俗称：赤玉・青玉公園）、遊具や公衆便所が整備された打瀬第三公園、起伏をもつ打瀬第五公園など幕張ベイタウンの街並みに合わせてそれぞれに特長がある。また、各公園に通称（愛称）が設定されている。例として打瀬三丁目公園は通称スポーツパークとも称されており、野球場、テニスコート、バスケットボールコートが整備されている。
- 打瀬一丁目公園（通称：アクアダクトパーク、Aqueduct Park）
  - 住所：美浜区打瀬一丁目11-2
- 打瀬二丁目公園（通称：ミッドランドパーク、Midland Park）
  - 住所：美浜区打瀬二丁目2
- 打瀬三丁目公園（通称：スポーツパーク、Sports Park）
  - 住所：美浜区打瀬三丁目10-1
- 打瀬第一公園（通称：チルドレンズパーク、Children's Park）
  - 住所：美浜区打瀬一丁目3-6
- 打瀬第二公園（通称：タウンガーデンパーク、Town Garden Park）
  - 住所：美浜区打瀬二丁目7-2
- 打瀬第三公園（通称：クリエイティブプレーパーク、Creative Play Park）
  - 住所：美浜区打瀬三丁目2-1
- 打瀬第四公園（通称：ヒルトップビューパーク、Hilltop View Park）
  - 住所：美浜区打瀬一丁目8-1
- 打瀬第五公園（通称：カジュアルパーク、Casual Park）
  - 住所：美浜区打瀬三丁目8-1
- 打瀬第六公園（通称：トライアングルパーク、Triangle Park）
  - 住所：美浜区打瀬二丁目24
- 打瀬第七公園（通称：コーストパーク、Coast Park）
  - 住所：美浜区打瀬三丁目11-1

## 打瀬緑地

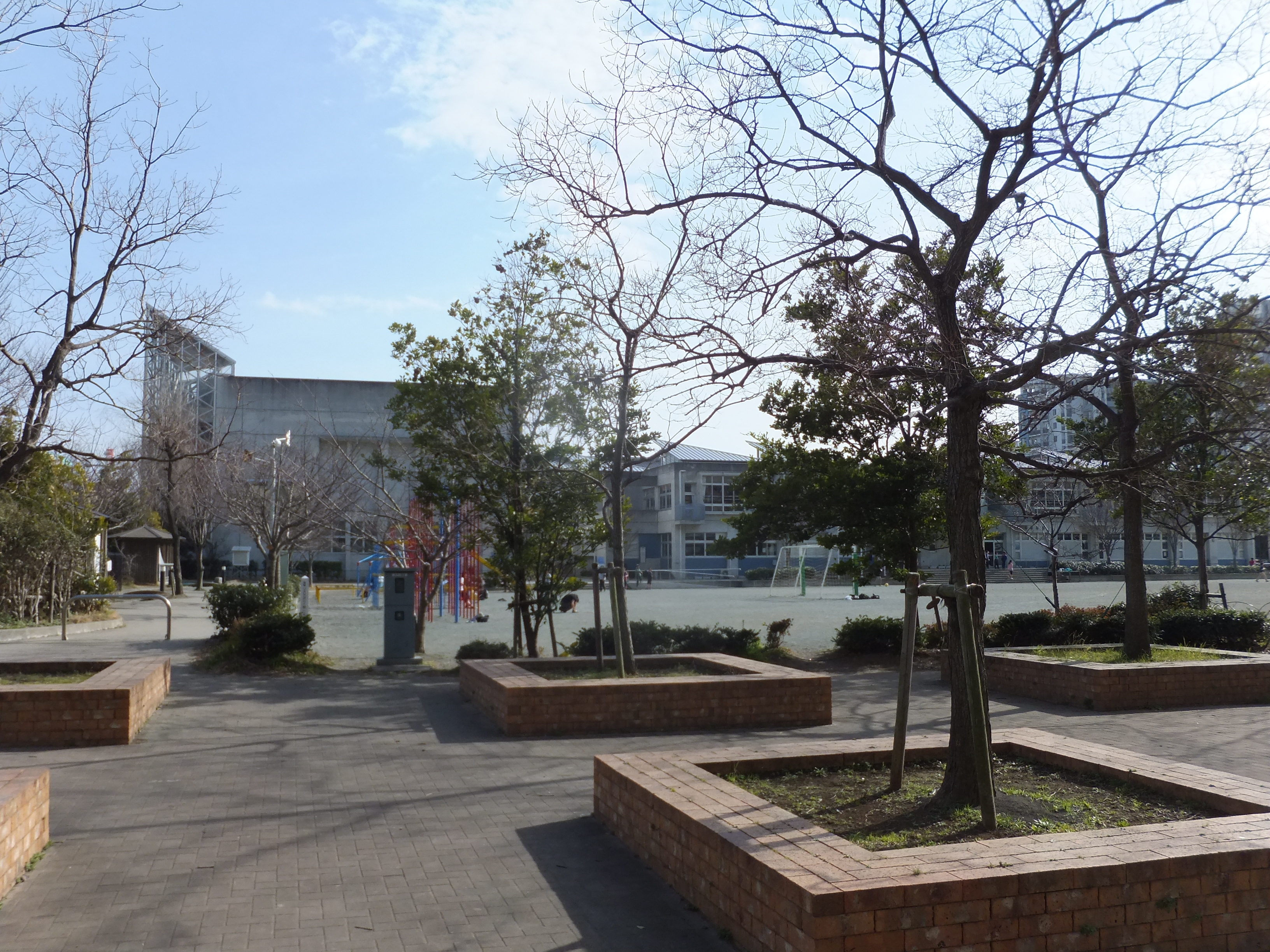
打瀬第三緑地（打瀬ふれあい緑地）

打瀬緑地（うたせりょくち）は、幕張ベイタウンの各街区に位置する緑地。打瀬第一から第三緑地にて構成されており、千葉市美浜公園緑地事務所が管理している。
アメニティ豊かな都市環境として地区内に緑地が整備されている。花見川沿いの緑地は花見川緑地交通公園（花見川緑地）である。
- 打瀬第一緑地（通称：ジュニアハイスクールエッジ）
  - 住所：美浜区打瀬三丁目12-2
- 打瀬第二緑地（通称：コミュニティセンターガーデン）
  - 住所：美浜区打瀬二丁目13-3他
- 打瀬第三緑地（通称：スクールエッジ・打瀬ふれあい緑地[21]）
  - 住所：美浜区打瀬三丁目3-2

## 主な施設

### 住宅施設

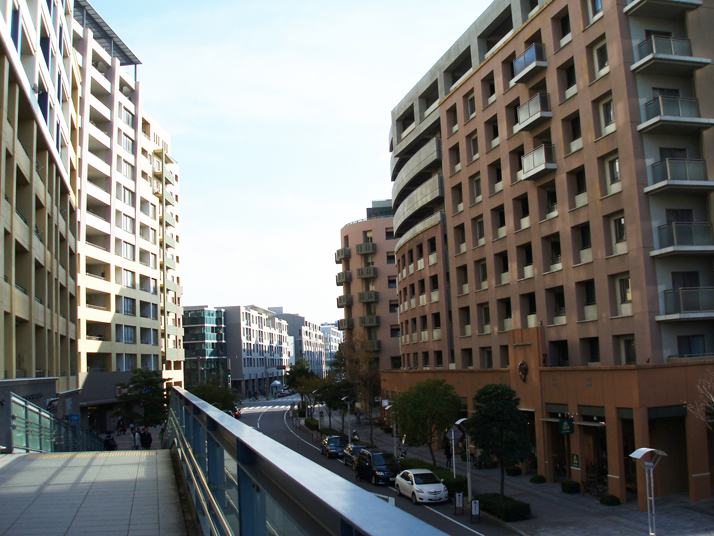
マリンデッキより美浜プロムナードを望む

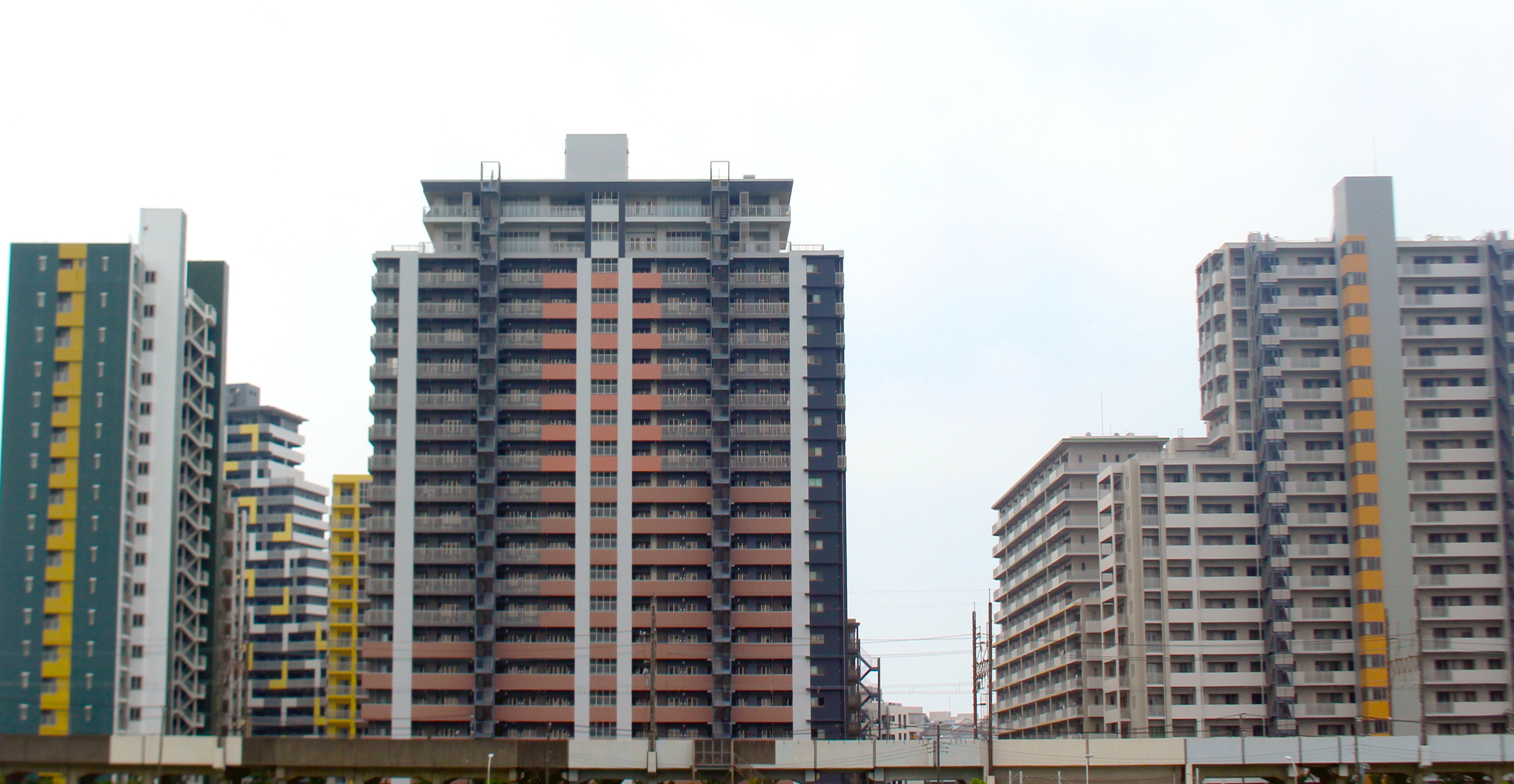
左からグランアクシブ、エリスト、シティズフォート

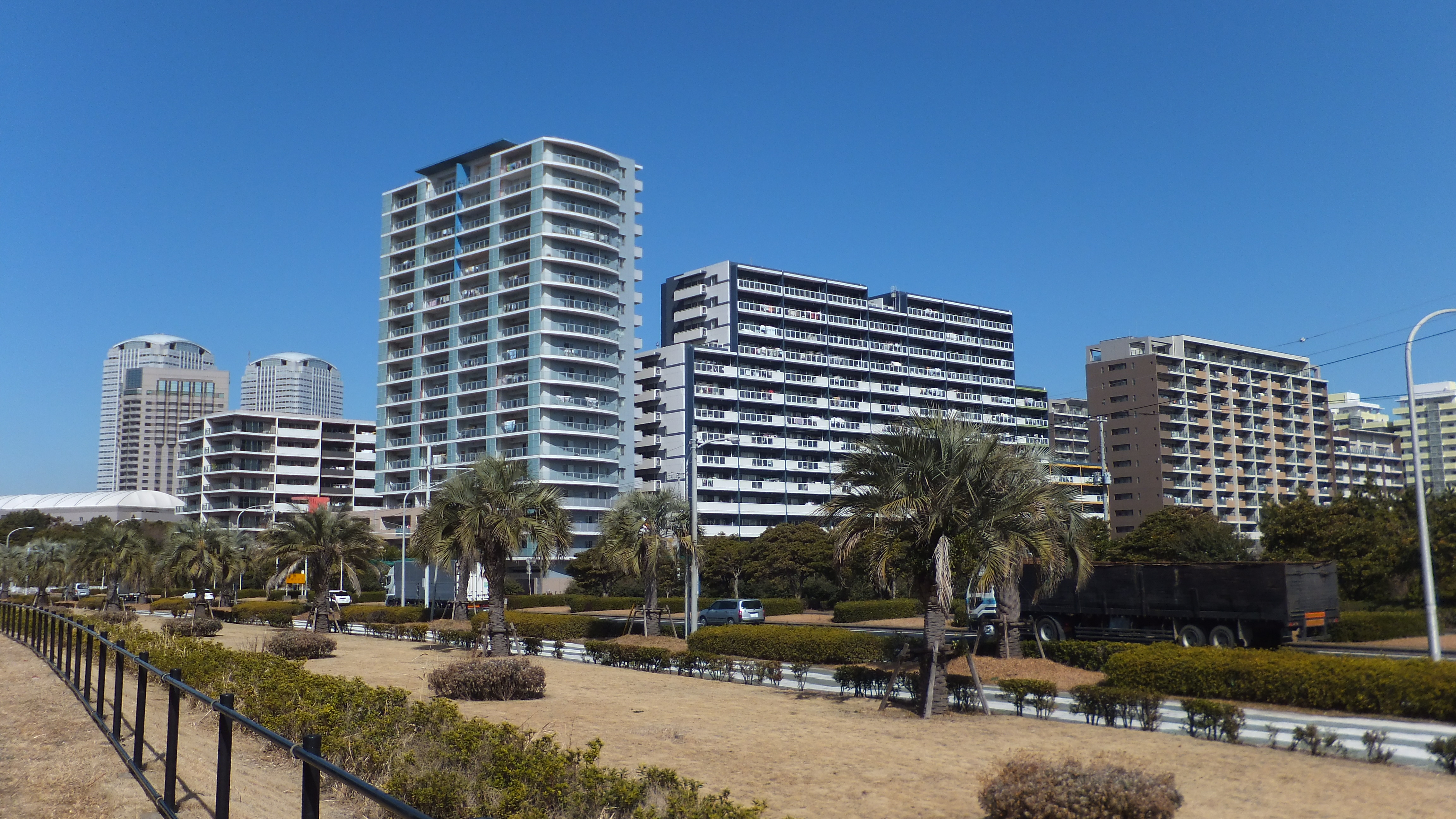
海浜大通りから幕張ビーチテラスを望む

※印は建築基準法第20条第1号に基づく60メートル以上の建築物（超高層マンション）。
- パティオス
  - 1 - 22番街
  - パティオスアバンセ（※L棟、V棟）
  - パティオスエリスト（※T棟、R棟）
  - パティオスグランアクシブ（1番館、2番館、※3番館）
  - パティオスグランエクシア（1番館、2番館、3番館）
- グランパティオス
  - 公園東の街（1番館、2番館、3番館、4番館）
  - 公園西の街（1番館、2番館、3番館、4番館、5番館）
- ファーストウイング（A棟、B棟、C棟、※D棟、※E棟）
- セントラルパークイースト幕張パークタワー（※タワー棟、E棟 - H棟）
- セントラルパークウエストシータワー（※タワー棟、A棟 - D棟）
- ザ幕張ベイフロントタワー（※タワー棟、レジデンス棟）
- 幕張ビーチテラス（ベイレジデンス、サニーレジデンス、パークレジデンス）
- 幕張アクアテラス（アクアレジデンス、キャナルレジデンス、ディアレジデンス、ベイレジデンス）
- マリンフォート（サンセットウイング、サンライトウイング、サンライズウイング）
- シティズフォート（オレンジホーム、グリーンホーム、ホワイトホーム）
- ミラマール（1番館、2番館、3番館）
- ミラリオ（1番館、2番館、3番館、4番館、5番館）
- ブエナテラーサ（A棟、B棟、C棟、D棟）
- 幕張サウスコート（A棟、B棟、C棟、D棟）
- 幕張ベイタウングリーナ（A棟、B棟、C棟、D棟）

### 教育施設

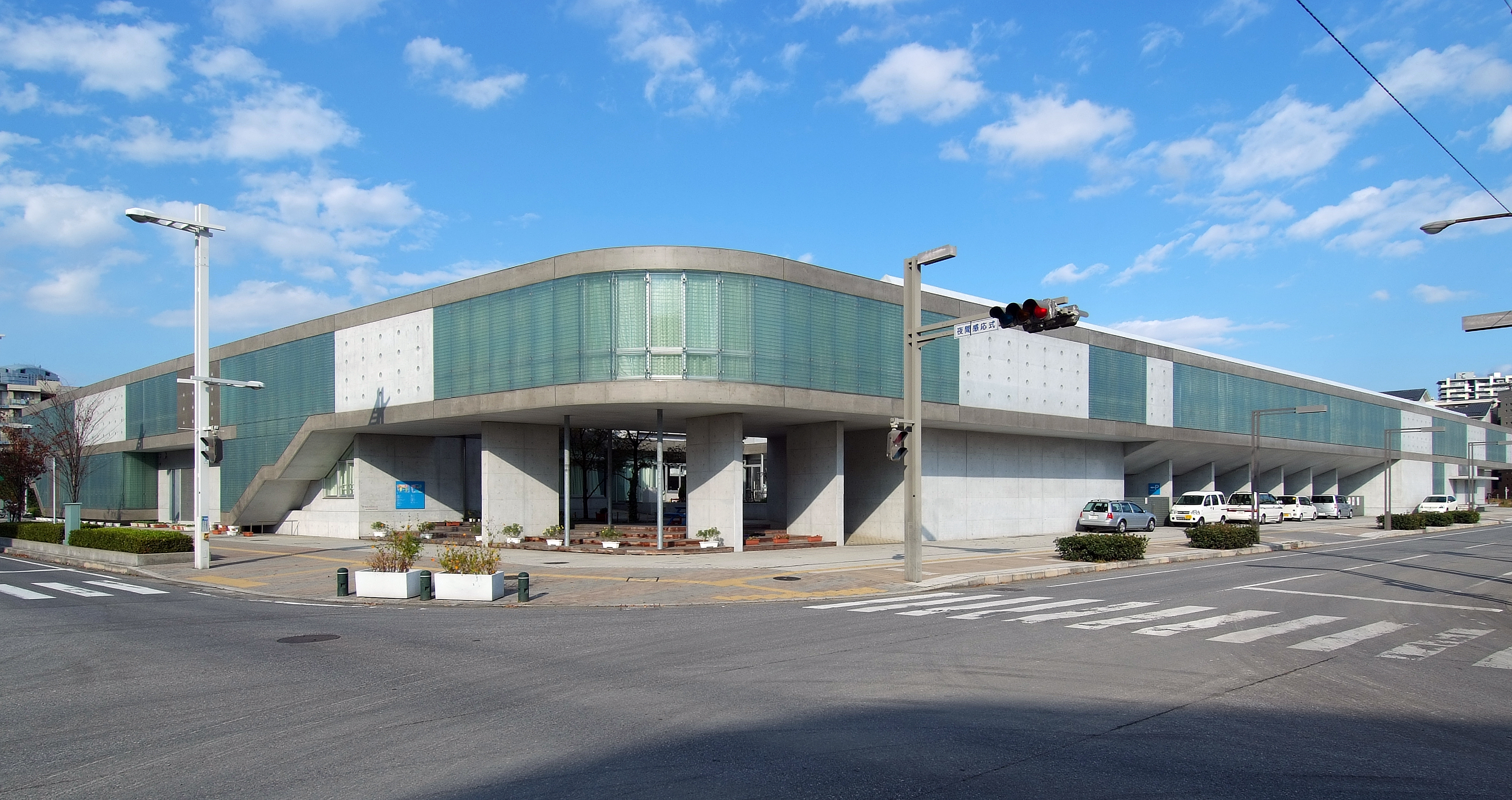
千葉市立美浜打瀬小学校

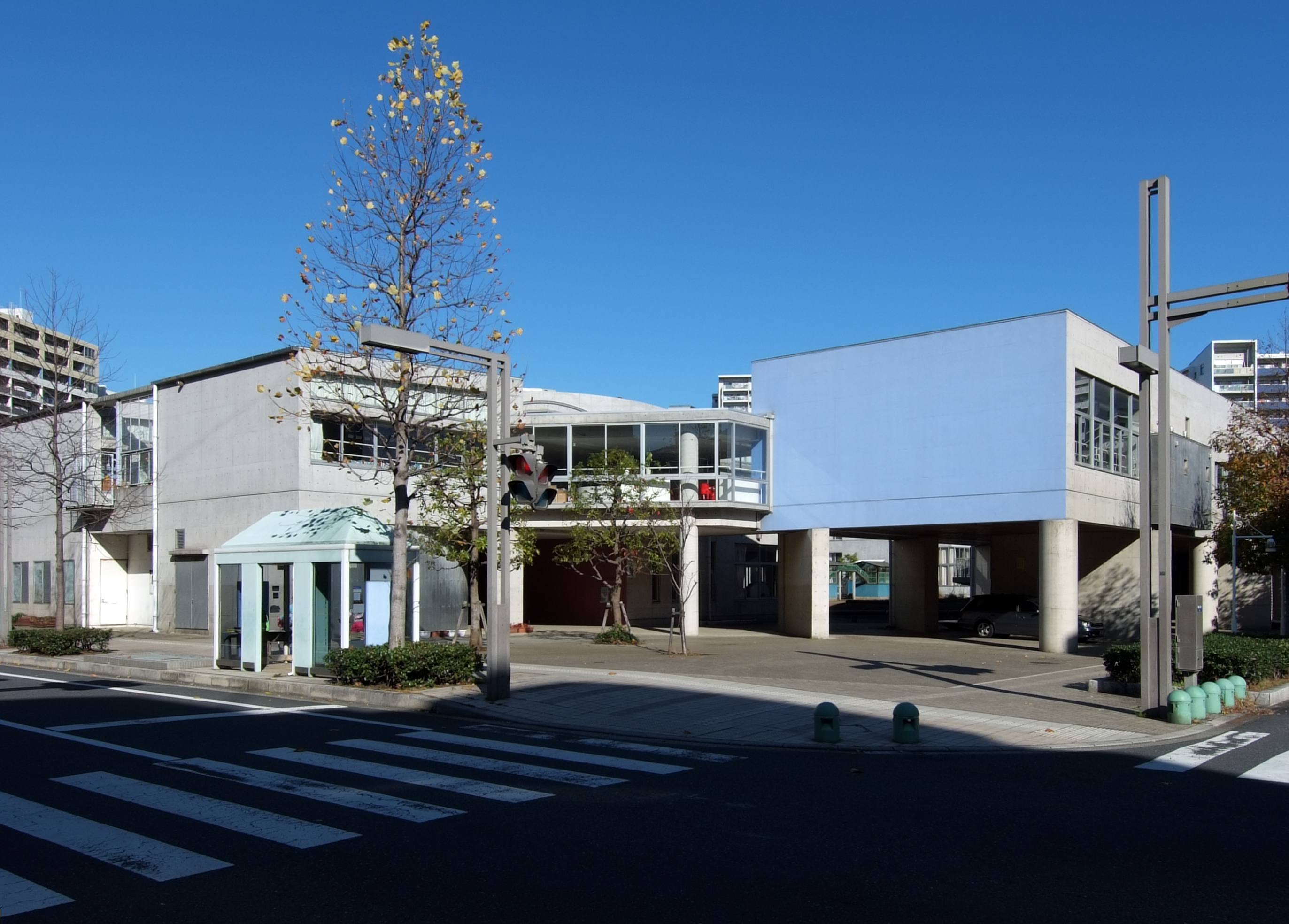
千葉市立打瀬小学校

- 千葉市立打瀬中学校
- 千葉市立打瀬小学校
- 千葉市立海浜打瀬小学校
- 千葉市立美浜打瀬小学校
- 打瀬保育園
- みらい保育園

### 商業施設
- 幕張ベイタウンプラザ
- ベイタウンモール[12]

### 医療機関
- みはま病院
- 千葉市立海浜病院（※住宅地区隣接）

### 公共施設など
- 幕張ベイタウン・コア
- 幕張クリーンセンター
- 千葉市消防局美浜消防署打瀬出張所

## 動線整備
幕張ベイタウン内の道路は方格設計（碁盤目状）に配置されている。美浜プロムナードは動線のなかでも中心部に位置し、幕張海浜公園のマリンデッキから花見川交通公園までの殆どの区間が石畳舗装となっており、幕張ベイタウンのメインストリートとして商店街機能を果たしている。
ベイタウン内の富士見通りとメッセ大通りは2005年11月20日に千葉ロッテマリーンズの優勝パレードで使われ、優勝パレードがスタートした富士見通りは同地区に住んでいたボビー・バレンタイン監督の名に因んで2006年、バレンタイン通り（英：ValentineWay）に改称された。また、美浜プロムナードと打瀬北通り、メッセ大通りは2010年11月21日に千葉ロッテマリーンズの優勝パレードで使われた。
幕張ベイタウンの道路愛称一覧
| 軸     | 道路愛称         | 地区                                  | 詳細                                                                           |
| ------ | ---------------- | ------------------------------------- | ------------------------------------------------------------------------------ |
| 東西軸 | 美浜プロムナード | 美浜区打瀬1丁目 - 美浜区打瀬2丁目     | 殆どの区間が御影石の石畳舗装であり、商店街機能を果たすメインストリート。       |
| 東西軸 | 白帆通り         | 美浜区打瀬1丁目                       | 幕張ベイタウン北端に位置する街路。                                             |
| 東西軸 | 打瀬東通り       | 美浜区打瀬1丁目 - 美浜区打瀬2丁目     | 千葉市立打瀬小学校前を通る街路。                                               |
| 東西軸 | 打瀬中通り       | 美浜区打瀬2丁目                       | 打瀬二丁目公園前を通る街路。                                                   |
| 東西軸 | 打瀬西通り       | 美浜区打瀬3丁目                       | 千葉市立打瀬中学校前を通る街路。                                               |
| 東西軸 | メッセ大通り     | 美浜区打瀬3丁目 - 美浜区中瀬2丁目     | 平成橋（浜田川）から幕張メッセ前を通りベイタウンへと向かう大通り。             |
| 南北軸 | バレンタイン通り | 美浜区打瀬3丁目 - 美浜区打瀬1丁目     | 千葉ロッテマリーンズのボビー・バレンタイン監督に因んだ名称のメインストリート。 |
| 南北軸 | 打瀬北通り       | 美浜区打瀬3丁目 - 美浜区打瀬1丁目     | 幕張ベイタウン西端に位置する街路。                                             |
| 南北軸 | 打瀬南通り       | 美浜区打瀬2丁目 - 美浜区打瀬3丁目     | 幕張ベイタウン東端に位置する街路。                                             |
| 南北軸 | 公園大通り       | 美浜区若葉2丁目 - 美浜区ひび野2丁目   | 海浜幕張公園の東側・幕張ベイタウンの西側沿いの大通り。                         |
| 南北軸 | 公園中通り       | 美浜区ひび野2丁目 - 美浜区ひび野1丁目 | 海浜幕張公園の西側沿いの街路。                                                 |
| 南北軸 | 花見川通り       | 美浜区打瀬3丁目 - 美浜区若葉2丁目     | 花見川沿いの街路。                                                             |

## 評価

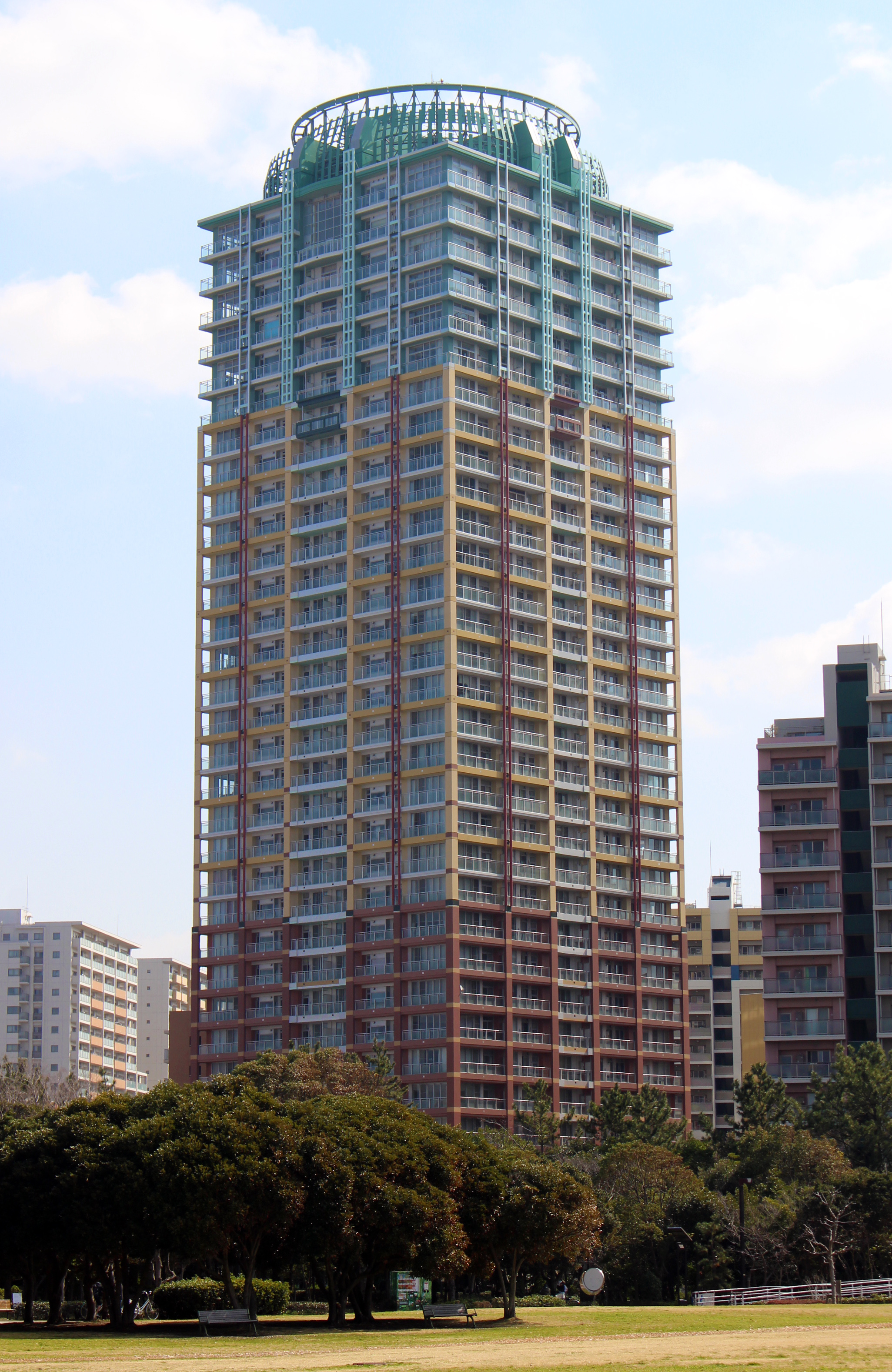
セントラルパークイースト幕張パークタワー（グッドデザイン賞受賞）

2003年には幕張ベイタウンのセントラルパーク（街区）がグッドデザイン賞を受賞している。以下、幕張ベイタウン内における建築物などの受賞歴一覧。
- 1995年
  - 第2回千葉県建築文化賞[25]（パティオス1 - 6番街）
  - 第8回千葉市優秀建築賞（パティオス1 - 6番街）
- 1996年
  - 第9回千葉市優秀建築賞（パティオス11番街）
- 1997年
  - 第38回BCS賞（パティオス11番街）
  - 日本建築学会賞[5]（千葉市立打瀬小学校）
- 1999年
  - グッドデザイン賞・アーバンデザイン賞[26]（パティオス1 - 13番街、15 - 18番街）
- 2002年
  - 第15回千葉市優秀建築賞（幕張ベイタウン・コア）
  - 第20回千葉県優秀建築賞（幕張ベイタウン・コア）
- 2003年
  - グッドデザイン賞[27]（セントラルパークイースト幕張パークタワー）
- 2006年
  - 第10回公共建築賞優秀賞（幕張ベイタウン・コア）
- 2009年
  - 日本建築家協会優秀建築選200選[6]（パティオスグランアクシブ）

## アクセス

### 鉄道
- 最寄りの鉄道駅
  - JR東日本 海浜幕張駅

### 自動車
- 最寄りのインターチェンジ
  - 東関東自動車道 湾岸千葉インターチェンジ・湾岸習志野インターチェンジ